# Красовець
Красовець (пол. Krasowiec, нім. Schönewald) — село в Польщі, у гміні Дещно Ґожовського повіту Любуського воєводства.
Населення — 245 осіб (2011).
У 1975-1998 роках село належало до Гожовського воєводства.

## Демографія
Демографічна структура станом на 31 березня 2011 року:
|          | Загалом | Допрацездатний вік | Працездатний вік | Постпрацездатний вік |
| -------- | ------- | ------------------ | ---------------- | -------------------- |
| Чоловіки | 114     | 20                 | 87               | 7                    |
| Жінки    | 131     | 32                 | 77               | 22                   |
| Разом    | 245     | 52                 | 164              | 29                   |